# اوزی فوگلمن
یوزی فوگلمن (به عبری: עוזי פוגלמן‎; زاده ۶ اکتبر ۱۹۵۴) قاضی دادگاه عالی اسرائیل و رئیس موقت دادگاه عالی اسرائیل است.

## زندگی و شغل
یوزی فوگلمن در سال ۱۹۵۴ در تل‌آویو اسرائیل به دنیا آمد. در سال ۱۹۷۲ از دبیرستان آیرونی الف در تل‌آویو در رشته ریاضی و فیزیک فارغ‌التحصیل شد. از سال ۱۹۷۲ تا ۱۹۷۵ در نیروهای دفاعی اسرائیل در تیپ رزمی نهال خدمت کرد. فوگلمن مدرک کارشناسی حقوق خود را به پایان رساند. در دانشکده حقوق دانشگاه تل‌آویو و در سال ۱۹۸۰ در کانون وکلای اسرائیل پذیرفته شد. فوگلمن مدرک کارشناسی ارشد حقوق گرفت. مدرک کارشناسی ارشد در دانشگاه عبری اورشلیم در سال ۱۹۸۵، و کارشناسی ارشد مدیریت دولتی از دانشکده دولتی جان اف. کندی در دانشگاه هاروارد در ایالات متحده آمریکا در سال ۱۹۹۰.
فوگلمن از سال ۱۹۸۲ تا ۱۹۹۵ به عنوان وکیل در دفتر دادستانی ایالت، ابتدا در بخش کیفری و شعبه دیوان عالی دادگستری، سپس به عنوان معاون و معاون ارشد دادستان ایالتی خدمت کرد.
فوگلمن از سال ۱۹۹۵ تا ۲۰۰۰ به عنوان رئیس بخش دیوان عالی دادگستری دفتر دادستانی ایالت و مدیر بخش قانون اساسی و حقوق اداری خدمت کرد. در سال ۲۰۰۰، فوگلمن به عنوان قاضی دادگاه منطقه‌ای تل‌آویو منصوب شد.
در سال ۲۰۰۷ به عنوان سرپرست دادگاه عالی اسرائیل منصوب شد و در سال ۲۰۰۹ به‌طور دائم به عنوان قاضی دیوان عالی منصوب شد. او در سال ۲۰۰۹ قاضی دائمی دیوان عالی کشور شد. انتظار می‌رفت که او در سال ۲۰۲۳ پس از بازنشستگی استر هایوت تا زمان بازنشستگی خودش یک سال بعد رئیس دادگاه عالی شود، اما به دلیل کوتاه مدتی که در این سمت خواهد بود، اعلام کرد که این سمت را رد خواهد کرد.
با این وجود، از آنجایی که کمیته گزینش قضایی رئیس دیوان عالی را انتخاب نکرد، به عنوان معاون رئیس‌جمهور فوگلمن در ۱۶ اکتبر ۲۰۲۳ سرپرست ریاست جمهوری شد.

## احکام قابل توجه
- در سال ۲۰۰۹، دادگاه دادخواستی را در مورد دستور ارتش اسرائیل مبنی بر ممنوعیت رانندگی فلسطینیان در جاده ۴۴۳ پذیرفت.[۳]